# Les Loges-Marchis
Les Loges-Marchis é uma comuna francesa na região administrativa da Normandia, no departamento Mancha. Estende-se por uma área de 19,91 km². Em 2010 a comuna tinha 1 158 habitantes (densidade: 58,2 hab./km²).